# Arielly Monteiro
Arielly Kailayne Monteiro  (* 17. Mai 2003) ist eine brasilianische Leichtathletin, die sich auf den Hochsprung spezialisiert hat.

## Sportliche Laufbahn
Erste internationale Erfahrungen sammelte Arielly Monteiro im Jahr 2018, als sie bei den U18-Südamerikameisterschaften in Cuenca mit übersprungenen 1,73 m die Goldmedaille gewann. Im Jahr darauf siegte sie mit derselben Höhe bei den U20-Südamerikameisterschaften in Cali und 2021 verteidigte sie bei den U20-Südamerikameisterschaften in Lima mit 1,79 m ihren Titel. Anschließend gewann sie bei den U23-Südamerikameisterschaften in Guayaquil mit 1,77 m die Silbermedaille hinter der Kolumbianerin Jennifer Rodríguez und daraufhin sicherte sie sich bei den erstmals ausgetragenen Panamerikanischen Juniorenspielen in Cali mit 1,76 m die Bronzemedaille hinter Rodríguez und Marysabel Senyu aus der Dominikanischen Republik. 2022 gewann sie dann bei den Hallensüdamerikameisterschaften in Cochabamba mit einer Höhe von 1,73 m die Silbermedaille hinter ihrer Landsfrau Sarah Freitas. Im August schied sie bei den U20-Weltmeisterschaften in Cali mit 1,76 m in der Qualifikationsrunde aus und anschließend siegte sie mit derselben Höhe bei den U23-Südamerikameisterschaften in Cascavel. Im Jahr darauf wurde sie bei den Panamerikanischen Spielen in Santiago de Chile mit 1,78 m Sechste und 2024 gewann sie bei den Hallensüdamerikameisterschaften in Cochabamba mit 1,70 m die Bronzemedaille hinter ihrer Landsfrau Valdiléia Martins und María Isabel Arboleda aus Kolumbien. Im September gewann sie bei den U23-Südamerikameisterschaften in Bucaramanga mit 1,75 m die Bronzemedaille hinter Arboleda aus Kolumbien und ihrer Landsfrau Maria Eduarda Barbosa. Im Jahr darauf siegte sie mit 1,82 m bei den Hallensüdamerikameisterschaften in Cochabamba und im April sicherte sie sich bei den Südamerikameisterschaften in Mar del Plata mit 1,78 m die Silbermedaille hinter der Kolumbianerin Hellen Tenorio.